# Seznam klavírních sonát Franze Schuberta
Toto je seznam klavírních sonát Franze Schuberta.
Poznámky: 
- číslo díla - jak je uvedeno původním vydavatelem.
- D. - číslo díla v Deutschově seznamu Schubertových děl.

## Klavírní sonáty
| sonáta číslo | tónina                     | číslo díla     | D.      | rok vzniku     | rok vydání | poznámka                                                             |
| ------------ | -------------------------- | -------------- | ------- | -------------- | ---------- | -------------------------------------------------------------------- |
| 1            | E-dur                      |                | 157     | 1815           | 1888       | nedokončeno                                                          |
| 2            | C-dur                      |                | 279/346 | 1815           | 1888       | nedokončeno                                                          |
| 3            | E-dur, Pět klavírních kusů |                | 459     | 1816           | 1843       |                                                                      |
| 4            | a-moll                     | Op. posth. 164 | 537     | 1817           | 1852 (?)   |                                                                      |
| 5            | As-dur                     |                | 557     | 1817           | 1888       |                                                                      |
| 6            | e-moll                     |                | 566     | 1817           | 1888–1929  | Rondo D.506                                                          |
| 7            | Es-dur                     | Op. posth. 122 | 568     | 1817           | 1829       |                                                                      |
| 8            | fis-moll                   |                | 571     | 1817           | 1897       | Scherzo D-dur D.570/1, Allegro fis-moll D.570/2, Andante A-dur D.604 |
| 9            | B-dur                      | Op. posth. 147 | 575     | 1817           | 1846       |                                                                      |
| 10           | C-dur                      |                | 613     | 1818           | 1897       | Adagio D.612                                                         |
| 11           | f-moll                     |                | 625     | 1818           | 1897       | Adagio des-moll D.505                                                |
| 12           | A-dur                      | Op. posth. 120 | 664     | 1819 nebo 1825 | 1829       |                                                                      |
| 13           | a-moll Grande Sonate       | Op. posth. 143 | 784     | 1823           | 1839       | někdy uváděno jako sonáta č. 14                                      |
| 14           | C-dur Reliquie             |                | 840     | 1825           | 1861       | někdy uváděno jako sonáta č. 15                                      |
| 15           | a-moll                     | Op. 42         | 845     | 1825           | 1826       | někdy uváděno jako sonáta č. 16                                      |
| 16           | D-dur Gasteiner            | Op. 53         | 850     | 1825           | 1826       | někdy uváděno jako sonáta č. 17                                      |
| 17           | G-dur, Fantasie            | Op. 78         | 894     | 1826           | 1827       | někdy uváděno jako sonáta č. 18                                      |
| 18           | c-moll                     |                | 958     | 1828           | 1839       | někdy uváděno jako sonáta č. 19                                      |
| 19           | A-dur                      |                | 959     | 1828           | 1839       | někdy uváděno jako sonáta č. 20                                      |
| 20           | B-dur                      |                | 960     | 1828           | 1839       | někdy uváděno jako sonáta č. 21                                      |

## Nahrávky
- Paul Badura-Skoda: Kompletní nahrávka klavírních sonát na soudobých nástrojích, nahráno 1991 - 1996, vydal ARCANA 1992, 1993, 1997, 2002; Outhere Music 2013